# Процедура 1503
Процедура 1503 — старейшая процедура рассмотрения жалоб, существовавшая в системе ООН. Установлена резолюцией 1503 ЭКОСОС в 1970 году, уточнена в 2000 году, заменив коллегию независимых экспертов определявших, следует ли выносить конкретный вопрос на заседание Комиссии по правам человека, на коллегию из пяти представителей правительств. По оценке А. де Заяса и Я. Ф. Мёллера, за последний год действия процедуры 1503 ни одна ситуация не прошла дальше коллегии представителей правительств. Всего же, по их же оценке, согласно процедуре 1503 было получено более 800 000 сообщений (считая кампании по массовому сбору подписей — около двух миллионов) в отношении 160-170 государств. Подача жалоб согласно процедуре 1503 не исключала дальнейшего обращения в Комитет против пыток или Комитета по ликвидации дискриминации в отношении женщин.
Согласно данной процедуре, жалобы на систематические нарушения прав человека подавались в Подкомиссию по предупреждению дискриминации и защите меньшинств (позднее переименована в Подкомиссию по поощрению и защите прав человека) Комиссии по правам человека. В подкомиссии была создана особая рабочая группа по сообщениям. Жалобы должны были не быть анонимными; главным образом рассмотрение жалоб происходило конфиденциально — об ответах правительств на жалобы даже не информировали подателей жалоб.
На основе бывшей процедуры 1503 была создана процедура рассмотрения жалоб в Совете ООН по правам человека, заменившем Комиссию по правам человека.